# 8. November
Der 8. November ist der 312. Tag des gregorianischen Kalenders (der 313. in Schaltjahren), somit bleiben 53 Tage bis zum Jahresende.

## Ereignisse

### Politik und Weltgeschehen
- 0063 v. Chr.: Marcus Tullius Cicero hält vor dem römischen Senat die erste seiner Reden gegen Catilina, in der er den Vorwurf erhebt, Lucius Sergius Catilina habe am Vortag einen Mordanschlag gegen ihn und den Sturz der römischen Republik geplant.
- 0960: Byzantinische Truppen siegen in der Schlacht von Andrassos gegen ein arabisches Heer aus Aleppo.
- 1307: In seinem Chronicon Helveticum setzt der Schweizer Historiker Aegidius Tschudi das Datum des Rütlischwurs mit diesem Tag fest.
- 1329: Im Heiligen Römischen Reich wird in Breslau erstmals ein Arbeitskampf in einer Urkunde dokumentiert. Die Gürtlergesellen streiken dort ein Jahr lang. Die Meister einigen sich, bei Geldbuße keinen der Streikenden bei sich zu beschäftigen.
- 1494: Piero de’ Medici verlässt die Stadt. Damit endet zum ersten Mal die Herrschaft der Medici in Florenz.

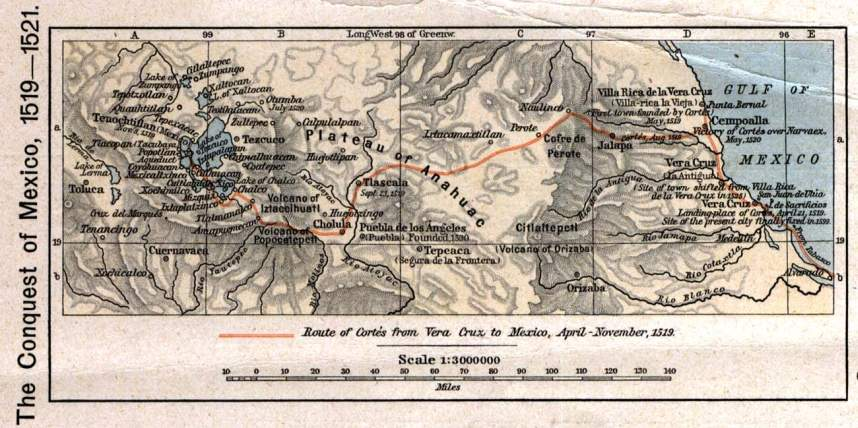
1519: Cortez’ Eroberungszug durch Mexiko

- 1519: Spanische Eroberung Mexikos: Der spanische Konquistador Hernán Cortés erreicht die aztekische Hauptstadt Tenochtitlán und wird von Moctezuma II. mit großem Aufwand willkommen geheißen.

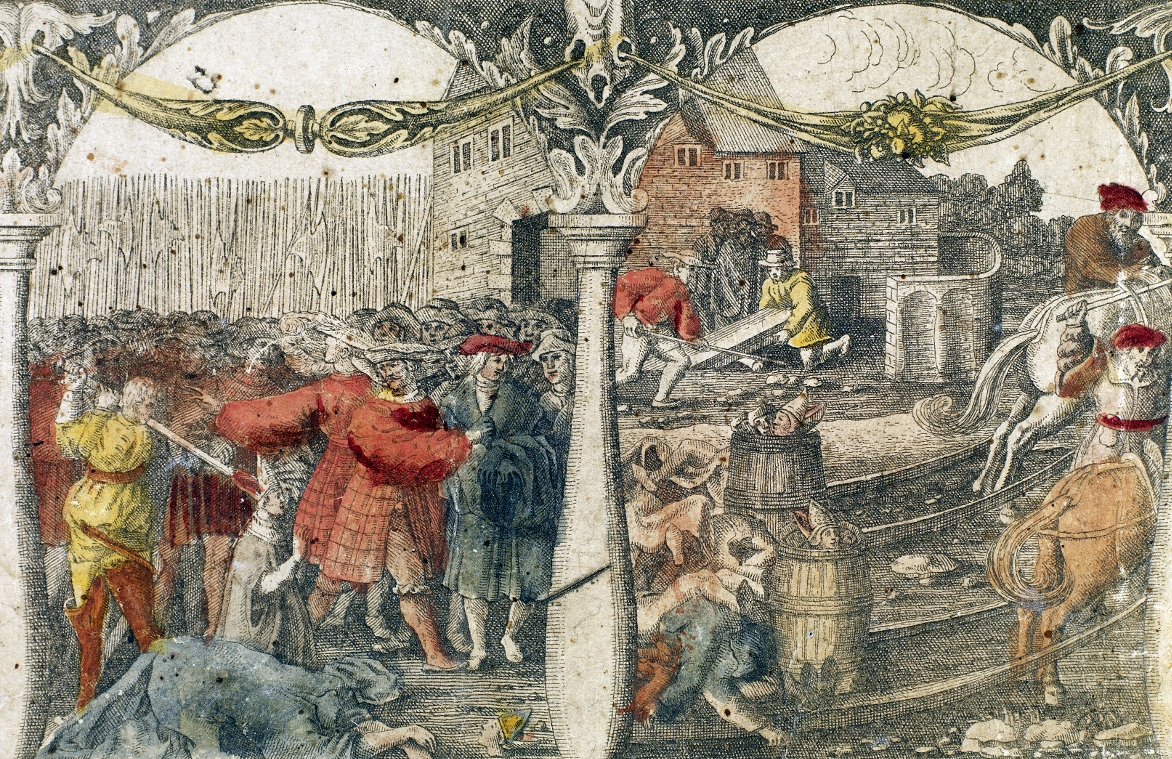
1520: Stockholmer Blutbad

- 1520: Der vier Tage zuvor zum schwedischen König gekrönte dänische König Christian II. bricht sein Versprechen einer Amnestie und lässt zahlreiche schwedische Adelige im Stockholmer Blutbad hinrichten, um die Anhänger Sten Stures des Jüngeren zu schwächen und die Kalmarer Union durchzusetzen.
- 1576: Achtzigjähriger Krieg: Mit der Genter Pazifikation kommt es zum Zusammenschluss aller niederländischen Provinzen gegen die Spanier mit der Forderung nach religiöser Toleranz und dem Abzug der spanischen Truppen.
- 1605: Im Holbeche House, Staffordshire, werden zwei von sechs Verschwörern des Gunpowder Plots vom 5. November bei ihrer Verhaftung erschossen. Einer der Getöteten ist der Anführer Robert Catesby.

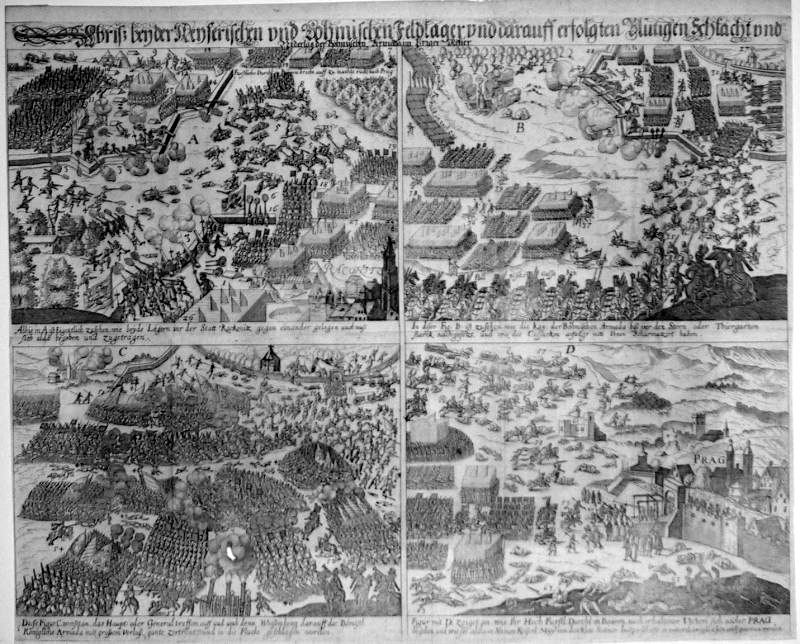
1620: Die Schlacht am Weißen Berg

- 1620: In der Schlacht am Weißen Berg zu Beginn des Dreißigjährigen Krieges besiegt Charles Bonaventure de Longueval, Comte de Bucquoy, der Heerführer der Katholischen Liga, die böhmischen Stände unter ihrem König Friedrich V. von der Pfalz und dessen Heerführer Christian I. von Anhalt.
- 1658: In der Seeschlacht im Öresund im Zweiten Nordischen Krieg bleibt die niederländische Flotte der Republik der Sieben Vereinigten Provinzen gegenüber der schwedischen Flotte unter dem Befehl Carl Gustaf Wrangels siegreich.
- 1685: Im Edikt von Potsdam gewährt der Große Kurfürst Friedrich Wilhelm den französischen Hugenotten Privilegien und eine sichere Heimstatt in Brandenburg.
- 1798: Der britische Kapitän John Fearn landet als erster Europäer auf der Insel Nauru und nennt diese wegen der großen Freundlichkeit der Bewohner Pleasant Island.
- 1811: Schlacht bei Tippecanoe: Nach dem Angriff der indianischen Föderation am Vortag sendet Gouverneur William H. Harrison Kundschafter in das indianische Lager, findet es nach eigenen Angaben verlassen vor und lässt das Dorf niederbrennen. Nach anderen Quellen kommt es dabei zu einem Massaker an Frauen und Kindern.

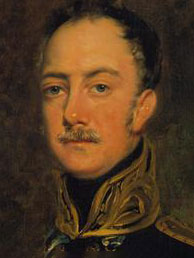
1832: Der erste Herzog von Terceira

- 1832: Die portugiesische Königin Maria II. verleiht dem cartistischen Politiker António José de Sousa Manoel de Menezes Severim de Noronha und seinen Nachkommen für seine Verdienste im Miguelistenkrieg den erblichen Adelstitel Herzog von Terceira (Duque de Terceira).
- 1843: Die spanischen Cortes erklären die 13-jährige Königin Isabella II. für mündig.
- 1861: Admiral Charles Wilkes stoppt das britische Postschiff Trent im Bahamakanal und löst damit die Trent-Affäre aus, die beinahe zum Kriegseintritt Großbritanniens auf Seiten der Konföderierten im Amerikanischen Bürgerkrieg führt.

1864: Abraham Lincoln

- 1864: Mit einem überwältigenden Votum wird der republikanische Amtsinhaber Abraham Lincoln bei den US-Präsidentschaftswahlen während des Amerikanischen Sezessionskriegs wiedergewählt. Sein demokratischer Herausforderer George B. McClellan, der für eine Verhandlungslösung mit den Konföderierten eingetreten ist, kann nur drei US-Bundesstaaten zu seinen Gunsten entscheiden.
- 1889: Das Gebiet des bisherigen Montana-Territoriums wird unter dem Namen Montana als 41. Bundesstaat der USA aufgenommen. Hauptstadt des neuen Staates ist Helena.

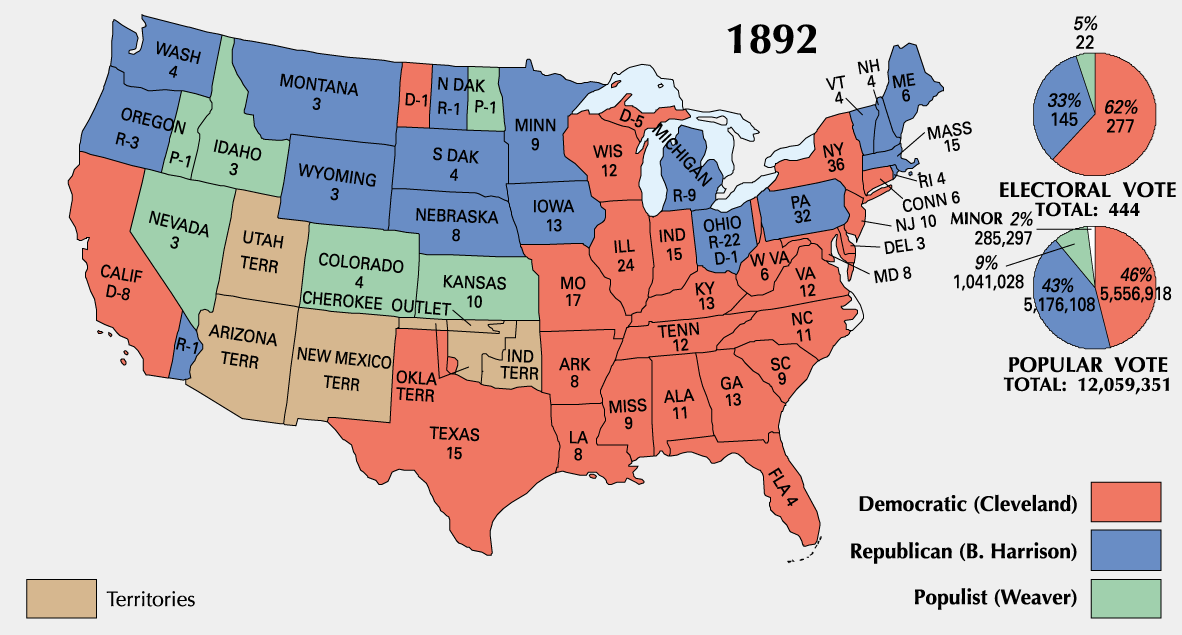
Präsidentschaftswahl in den USA 1892

- 1892: Grover Cleveland, der vier Jahre zuvor aus dem Amt gewählt worden ist, besiegt bei den Präsidentschaftswahlen den Amtsinhaber Benjamin Harrison und James B. Weaver von der Populist Party; er ist zu diesem Zeitpunkt der erste US-Präsident, der ein zweites Mal ins Weiße Haus einzieht.
- 1917: In der Iswestija wird das von Lenin ausgearbeitete Dekret über Grund und Boden veröffentlicht. Die entschädigungslose Konfiszierung der Ländereien von Gutsherren, Kirchen und Staatsdomänen gewinnt die Landbevölkerung für die Bolschewiki.
- 1919: Die von der Preußischen Nationalversammlung beschlossene Teilung der Provinz Schlesien in die Provinzen Ober- und Niederschlesien wird rechtswirksam.
- 1923: Hitler-Ludendorff-Putsch: Adolf Hitler besetzt mit Erich Ludendorff, Hermann Göring und anderen Nationalsozialisten den Bürgerbräukeller in München und verkündet, die „nationale Revolution“ sei ausgebrochen und die Reichsregierung der Weimarer Republik abgesetzt.

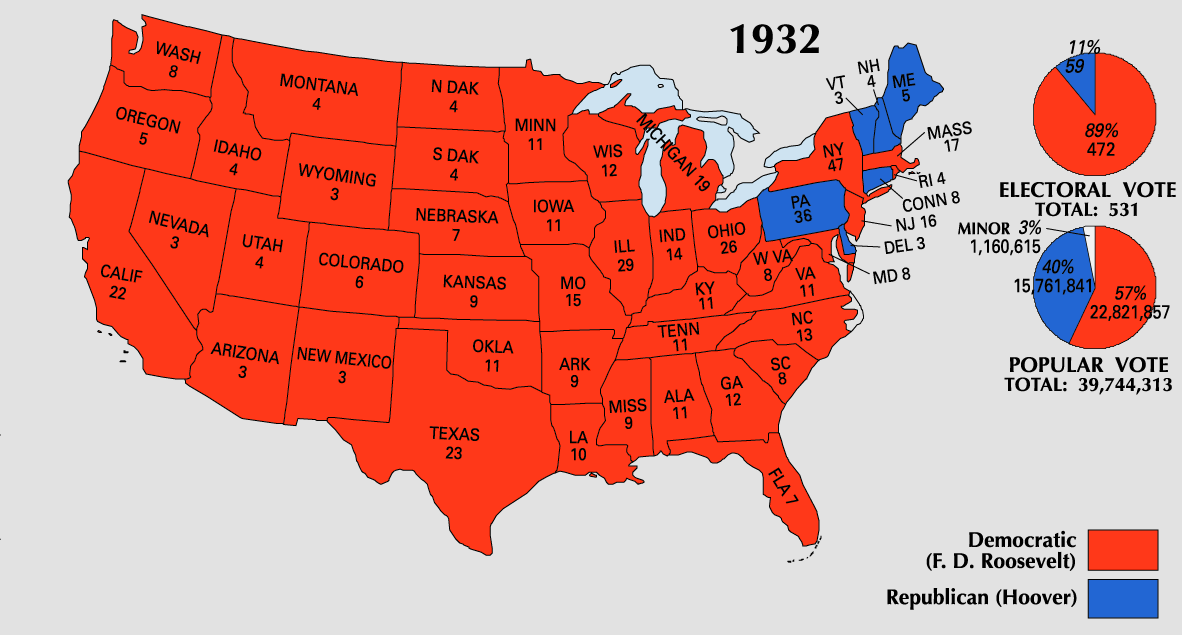
Wahlmännerverteilung 1932

- 1932: Bei den US-Präsidentschaftswahlen während der Großen Depression gelingt dem demokratischen Herausforderer Franklin D. Roosevelt ein Erdrutschsieg gegen den republikanischen Amtsinhaber Herbert C. Hoover.
- 1933: Ein Student ermordet Mohammed Nadir Schah, den König von Afghanistan. Dessen Sohn Mohammed Sahir Schah folgt dem Attentatsopfer auf dem Thron nach.
- 1936: Im Spanischen Bürgerkrieg gelingt es den republikanischen Regierungstruppen und den Internationalen Brigaden, den Vormarsch der Putschisten unter Francisco Franco auf Madrid zu stoppen. Die Schlacht um Madrid dauert jedoch noch den ganzen November über an.
- 1937: Propagandaminister Joseph Goebbels eröffnet in der Bibliothek des Deutschen Museums in München die Schau Der ewige Jude. Die Wanderausstellung soll die Bevölkerung im Rahmen der antisemitischen Rassismusideologie der Nationalsozialisten gegen ihre jüdischen Mitbürger aufhetzen.
- 1939: Bei Georg Elsers Attentat auf Adolf Hitler und die Führung der NSDAP im Münchener Bürgerbräukeller kommen acht Menschen ums Leben. Hitler selbst hat das Lokal jedoch bereits 13 Minuten früher verlassen.
- 1941: Die Partei der Arbeit Albaniens, die kommunistische Partei Albaniens, wird gegründet.
- 1942: Im Zweiten Weltkrieg landen im Rahmen der Operation Torch Briten und US-Amerikaner in Nordafrika und eröffnen damit einen Zweifrontenkrieg im Afrikafeldzug.
- 1944: Die am 2. Oktober im Zweiten Weltkrieg eingeleitete Schlacht an der Scheldemündung ist zu Gunsten der kanadischen Streitkräfte entschieden. Die deutsche Wehrmacht muss das Gebiet von Antwerpen bis zur Maas den Alliierten überlassen.
- 1947: In Thailand putscht das Heer unter Feldmarschall Phin Choonhavan gegen die zivile Regierung von Thawan Thamrongnawasawat.
- 1949: Kambodscha erhält die formelle Unabhängigkeit von Frankreich als Mitglied der Französischen Union.
- 1954: Der äthiopische Kaiser Haile Selassie I. trifft zum ersten offiziellen Staatsbesuch der Bundesrepublik Deutschland ein.[1]

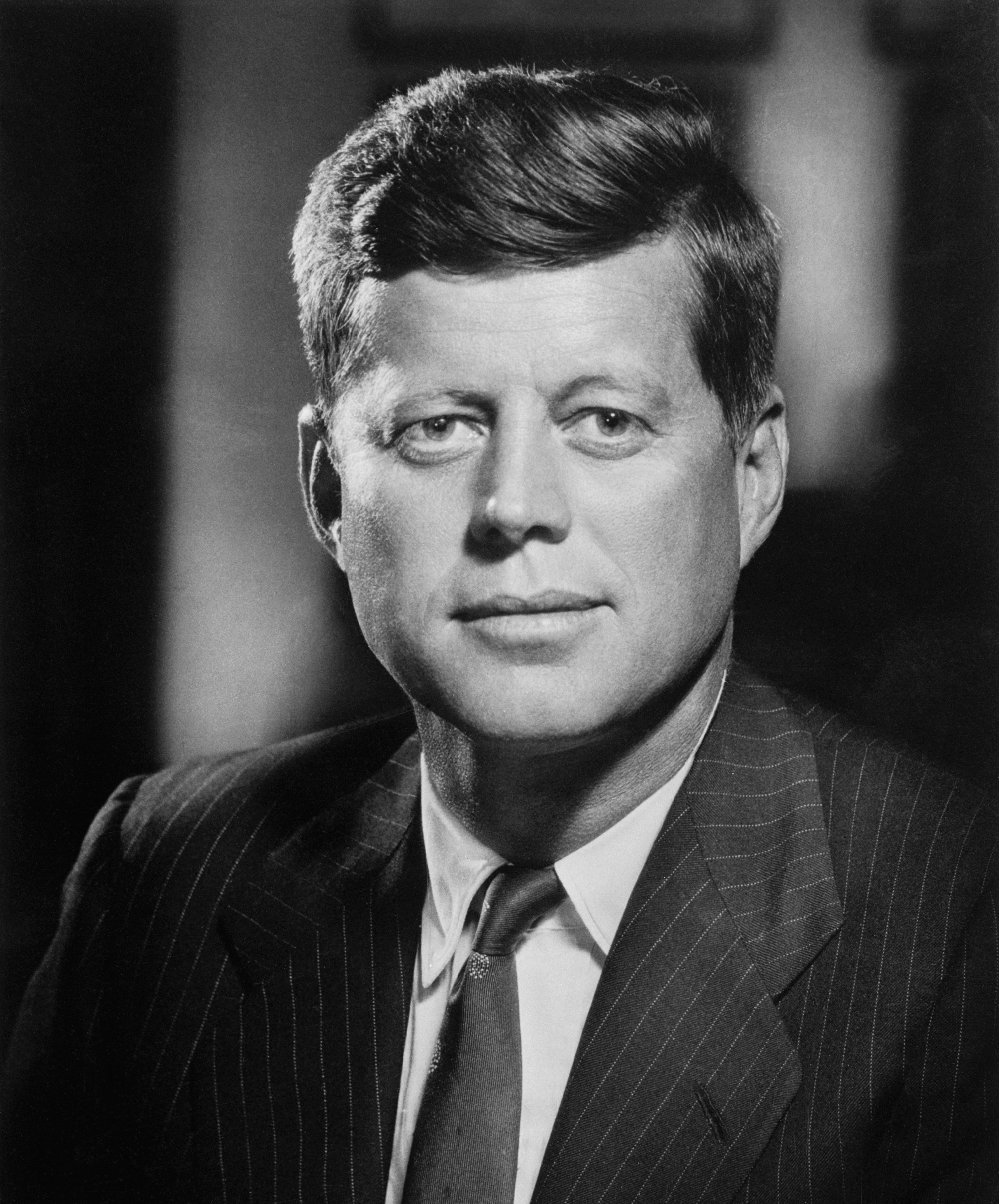
1960: John F. Kennedy

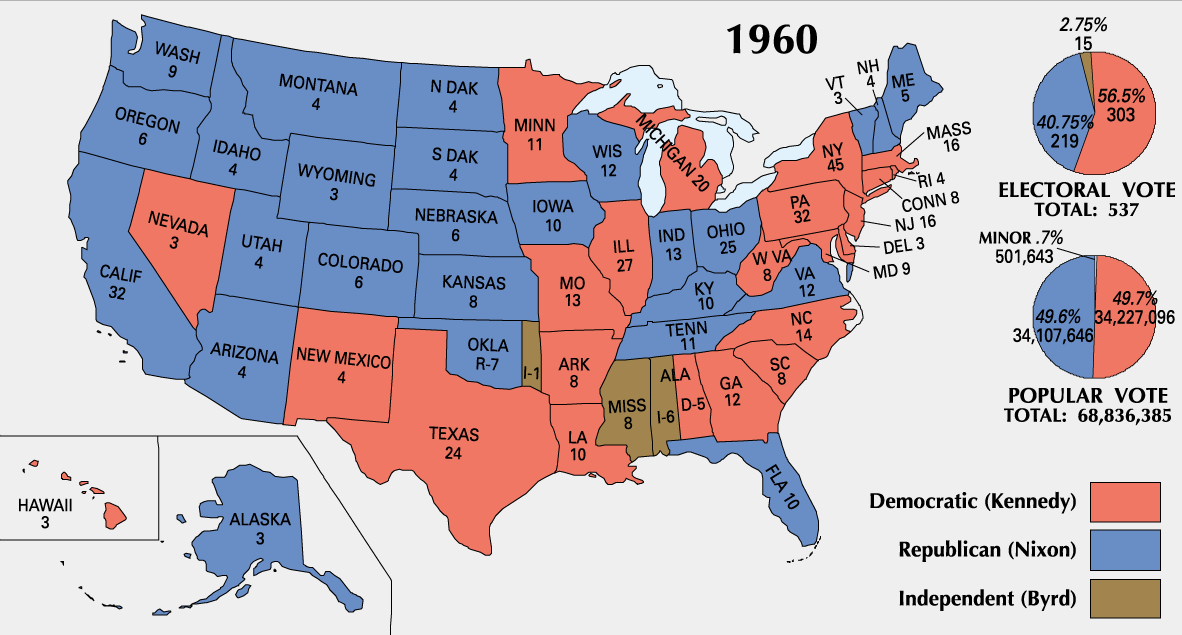
1960: US-Präsidentschaftswahl

- 1960: Der Demokrat John F. Kennedy besiegt bei den US-Präsidentschaftswahlen den Republikaner Richard M. Nixon knapp und wird damit zum bislang jüngsten US-Präsidenten gewählt.
- 1962: In Belgien werden im Zuge des flämisch-wallonischen Konflikts die Sprachgrenzen offiziell gesetzlich festgelegt.
- 1963: Nach dem Putsch am 2. November wird General Dương Văn Minh Chef der Militärjunta von Südvietnam.
- 1966: Der Kandidat der Republikanischen Partei, der frühere Schauspieler Ronald Reagan, wird zum Gouverneur von Kalifornien gewählt.
- 1966: Der vormalige Generalstaatsanwalt von Massachusetts, Edward Brooke, wird der erste Afroamerikaner, der durch Volkswahl in den Senat der Vereinigten Staaten von Amerika gewählt wird.
- 1968: In Wien endet eine UN-Konferenz mit internationalen Übereinkommen über Regelungen für den Straßenverkehr und über Straßenverkehrszeichen.

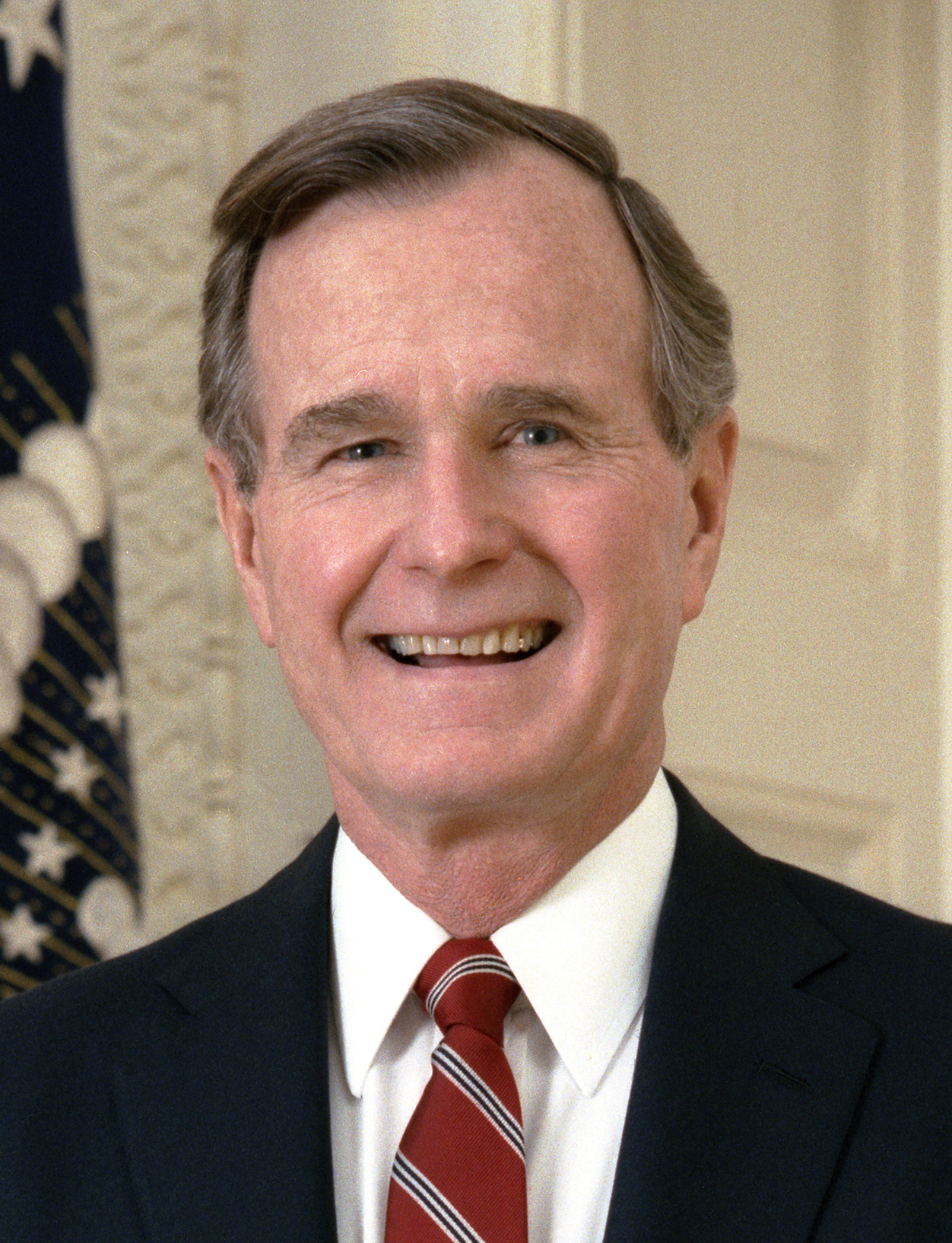
1988: George Bush

- 1988: Bei den US-Präsidentschaftswahlen besiegt George H. W. Bush seinen demokratischen Konkurrenten Michael Dukakis und wird damit durch das Wahlmännerkollegium zum 41. Präsidenten der USA gewählt.
- 1989: Wende in der DDR: Das Politbüro des Zentralkomitee der SED strukturiert sich um, wobei der zurückgetretene Vorsitzende des Ministerrates Willi Stoph ausscheidet; Egon Krenz bleibt Vorsitzender, neben anderen tritt Hans Modrow als designierter neuer Vorsitzender des Ministerrates hinzu.
- 1989: Die Bewohner von Rüterberg rufen als Zeichen gegen die jahrelange Demütigung durch die DDR die Dorfrepublik Rüterberg aus.
- 1992: In Berlin demonstrieren ca. 350 000 Menschen gegen Ausländerhass und Fremdenfeindlichkeit sowie für Toleranz und Menschenwürde.
- 1994: Nach 40 Jahren hat die Republikanische Partei in den USA wieder die Mehrheit in beiden Häusern (Senat und Repräsentantenhaus), was den Handlungsfreiraum für den demokratischen Präsidenten Bill Clinton deutlich einengt.
- 1998: In einem Referendum in Neukaledonien stimmen die Abstimmenden dem einige Monate zuvor unterzeichneten Abkommen von Nouméa zu.
- 2002: Im Irak-Konflikt beschließt der UN-Sicherheitsrat die Resolution 1441, mit der der Irak aufgefordert wird, den UN-Sicherheitsinspekteuren und der IAEO unbeschränkten Zugang zu den Produktionsanlagen von Waffen zu gewähren.
- 2004: In der Folge des Irakkriegs beginnen US-amerikanische Truppen im Irak mit der Operation Phantom Fury gegen sunnitische Aufständische in Falludscha.
- 2005: Ellen Johnson-Sirleaf gewinnt die Präsidentschaftswahlen in Liberia und wird damit als erste Frau zum Staatsoberhaupt eines afrikanischen Staates gewählt.

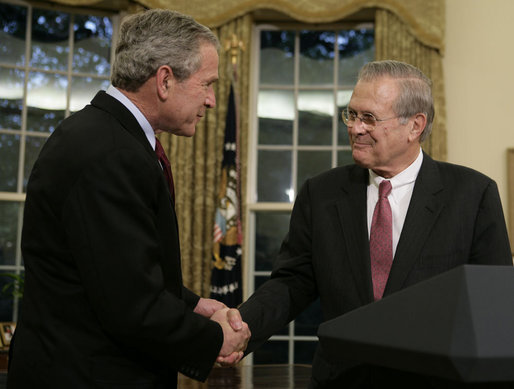
2006: George W. Bush verabschiedet Donald Rumsfeld

- 2006: Nach der verheerenden Wahlniederlage der Republikaner bei den Kongresswahlen in den Vereinigten Staaten am Vortag tritt Verteidigungsminister Donald Rumsfeld zurück. Sein Nachfolger wird Robert Gates.

2011:Fluchtroute Zschäpes nach der Rekonstruktion der Ermittler

- 2011: Beate Zschäpe, Rechtsterroristin des Nationalsozialistischen Untergrunds, stellt sich nach viertägiger Flucht in Jena der Polizei.
- 2016: Donald Trump, Kandidat der Republikanischen Partei, gewinnt die US-Präsidentschaftswahl. Die Republikaner erreichen zudem wieder die Mehrheit in beiden Kammern des Kongresses.

### Wirtschaft
- 1887: Emil Berliner erhält das Reichspatent auf sein Tonwiedergabegerät mit drehbarer Schallplatte. Das Grammophon ersetzt nach der Jahrhundertwende mehr und mehr den Walzenphonographen von Thomas Alva Edison.
- 1925: Otto Feick erhält ein Patent auf das Rhönrad.
- 2016: Demonetisierung in Indien 2016: Indiens Premierminister Narendra Modi verkündet die Entwertung aller 500- und 1000-Rupien-Banknoten, was etwa 86 % der zirkulierenden Geldmenge betrifft.

### Wissenschaft und Technik
- 1853: John Russell Hind entdeckt den Asteroiden Euterpe.
- 1861: In Leipzig wird die neue Sternwarte im Johannistal eröffnet.

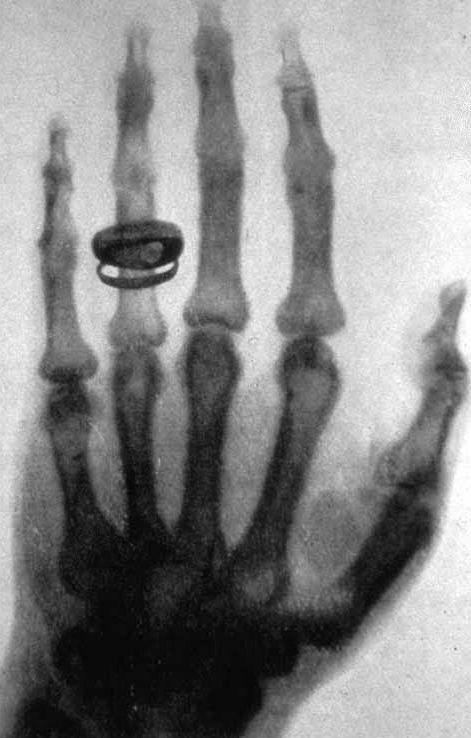
1895: Röntgen-Bild von 1896

- 1895: Wilhelm Conrad Röntgen entdeckt die Röntgenstrahlen.
- 1907: Die Pariser Zeitung L’Illustration startet die erste öffentliche Bildübertragung per Faksimiletelegraf und Unterseekabel. Zwölf Minuten später ist die Fotografie von König Eduard VII. beim Londoner Daily Mirror angekommen. Die beiden Zeitungen erwerben die Rechte an dem von Arthur Korn entwickelten Gerät.
- 1969: Der erste deutsche Satellit namens Azur wird von der kalifornischen Vandenberg Air Force Base in eine Erdumlaufbahn gestartet. Er dient dem Einstieg in die bundesdeutsche Weltraumforschung.
- 1977: Der griechische Archäologe Manolis Andronikos findet ungeplünderte Königsgräber beim Ort Vergina. Nach eigenen Angaben will er das Grab Philipps II. von Makedonien entdeckt haben, was nicht gesichert ist.
- 2011: Die russische Raumsonde Phobos-Grunt, zur Erforschung des Marsmondes Phobos, wird gestartet. Durch eine fehlerhafte Ausrichtung der Sonde erreicht sie allerdings nicht die vorgesehene Flugbahn Richtung Mars, sondern verbleibt im Erdorbit. Am 15. Januar 2012 tritt Phobos-Grunt in die Erdatmosphäre ein und verglüht über dem Pazifik.

### Kultur
- 1859: Im deutschsprachigen Raum und darüber hinaus wird der erste Tag des dreitägigen Schillerfestes begangen.
- 1926: Am Imperial Theatre in New York City erfolgt die Uraufführung des Musicals Oh, Kay! von George Gershwin.
- 1929: In Köln wird unter der Regie von Alfred Braun das Hörspiel SOS … rao rao … Foyn uraufgeführt. Das Stück über die Rettung des italienischen Polarforschers Umberto Nobile und seines Luftschiffes Italia durch den sowjetischen Eisbrecher Krasin ist das älteste, komplett erhaltene Hörspieldokument in deutscher Sprache.
- 1930: Im Großen Schauspielhaus in Berlin findet die Uraufführung des Singspiels Im weißen Rößl von Ralph Benatzky statt.
- 1971: Die britische Rockband Led Zeppelin veröffentlicht ihr viertes Studioalbum, in der Regel schlicht Led Zeppelin IV genannt. Darauf enthalten ist mit Stairway to Heaven ihr bekanntestes Lied.
- 2003: Der fünfte Harry-Potter-Band Harry Potter und der Orden des Phönix erscheint in deutscher Übersetzung.

### Gesellschaft
- 1968: Als Letzter der britischen Postzugräuber wird Bruce Reynolds in Torquay festgenommen – nach über fünfjähriger Flucht vor der Polizei.

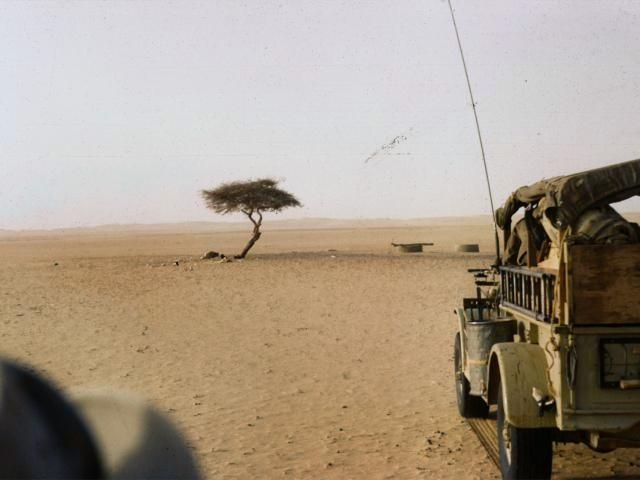
1973: Arbre du Ténéré

- 1973: Die Überreste des Arbre du Ténéré, des „isoliertesten Baums der Welt“, werden ins nigrische Nationalmuseum nach Niamey gebracht.

### Religion
- 0535: Fünfzehn Bischöfe nehmen die Beratungen beim Konzil von Clermont auf.
- 1960: In seinem Tabakbeschluss fällt das deutsche Bundesverfassungsgericht eine wichtige Entscheidung zum Schutzbereich der Religionsfreiheit.
- 1990: Der albanische Staatschef Ramiz Alia kündigt an, die seit 1967 geschlossenen Moscheen und Kirchen wieder öffnen zu wollen.

### Katastrophen
- 1867: Im walisischen Steinkohlenbergwerk Ferndale Colliery ereignen sich zwei Explosionen, die den Tod von 178 Männern und Jungen zur Folge haben.
- 1983: Nähe Lubango, Angola, Afrika. Eine Boeing 737 der TAAG Angola Airlines stürzt kurz nach dem Start ab und explodiert. Alle 130 Menschen an Bord sterben.
- 1991: Auf den Philippinen fordern ein Wirbelsturm und die folgende Sturmflut das Leben von 7.000 Menschen.

Kleinere Unglücksfälle sind in den Unterartikeln von Katastrophe und in der Liste von Katastrophen aufgeführt.

### Sport
- 1935: Der deutsche Eishockeyclub Düsseldorfer EG wird gegründet
- 1959: Elgin Baylor erzielt im Basketballspiel der Minneapolis Lakers gegen die Boston Celtics mit 64 Punkten einen neuen NBA-Rekord.
- 1987: Durch einen Finalsieg über England gewinnt Australien den in Indien und Pakistan ausgetragenen vierten Cricket World Cup.

Einträge von Leichtathletik-Weltrekorden befinden sich unter der jeweiligen Disziplin unter Leichtathletik.

## Geboren

### Vor dem 18. Jahrhundert

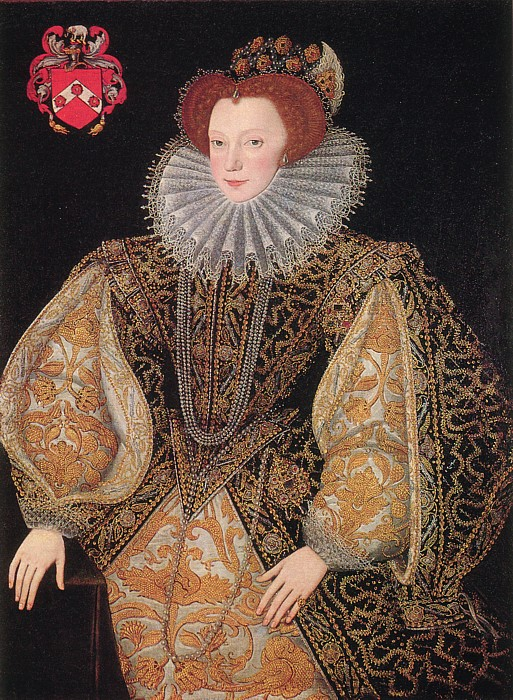
Lettice Knollys (* 1543)

- 0030: Nerva, römischer Kaiser
- 0745: Mūsā al-Kāzim, Nachfahre des Propheten Mohammed und der siebte Imam der Imamiten
- 1131: Myeongjong, 19. König des koreanischen Goryeo-Reiches
- 1344: Robert I., Markgraf von Pont-à-Mousson und Herzog von Bar
- 1417: Philipp I. (der Ältere) von Hanau-Lichtenberg, Graf von Hanau-Lichtenberger
- 1511: Paul Eber, deutscher Theologe, Kirchenlieddichter und Reformator
- 1543: Lettice Knollys, Hofdame der englischen Königin Elisabeth I.
- 1559: Salomon Gesner, deutscher lutherischer Theologe
- 1563: Heinrich II., Herzog von Lothringen
- 1572: Johann Sigismund, Kurfürst von Brandenburg
- 1618: Louise de La Fayette, Vertraute und Beraterin Ludwigs XIII.
- 1622: Karl X. Gustav, schwedischer König
- 1656: Edmond Halley, englischer Astronom, Mathematiker, Kartograph, Geophysiker und Meteorologe
- 1663: Imre Esterházy de Galántha, ungarischer Erzbischof
- 1683: Heinrich August Schumacher, deutscher Historiker und Pädagoge
- 1692: Laurentius Blumentrost der Jüngere, Leibarzt des russischen Zaren Peter I. und Gründer der Russischen Akademie der Wissenschaften
- 1698: Alberico Archinto, italienischer Kardinal

### 18. Jahrhundert

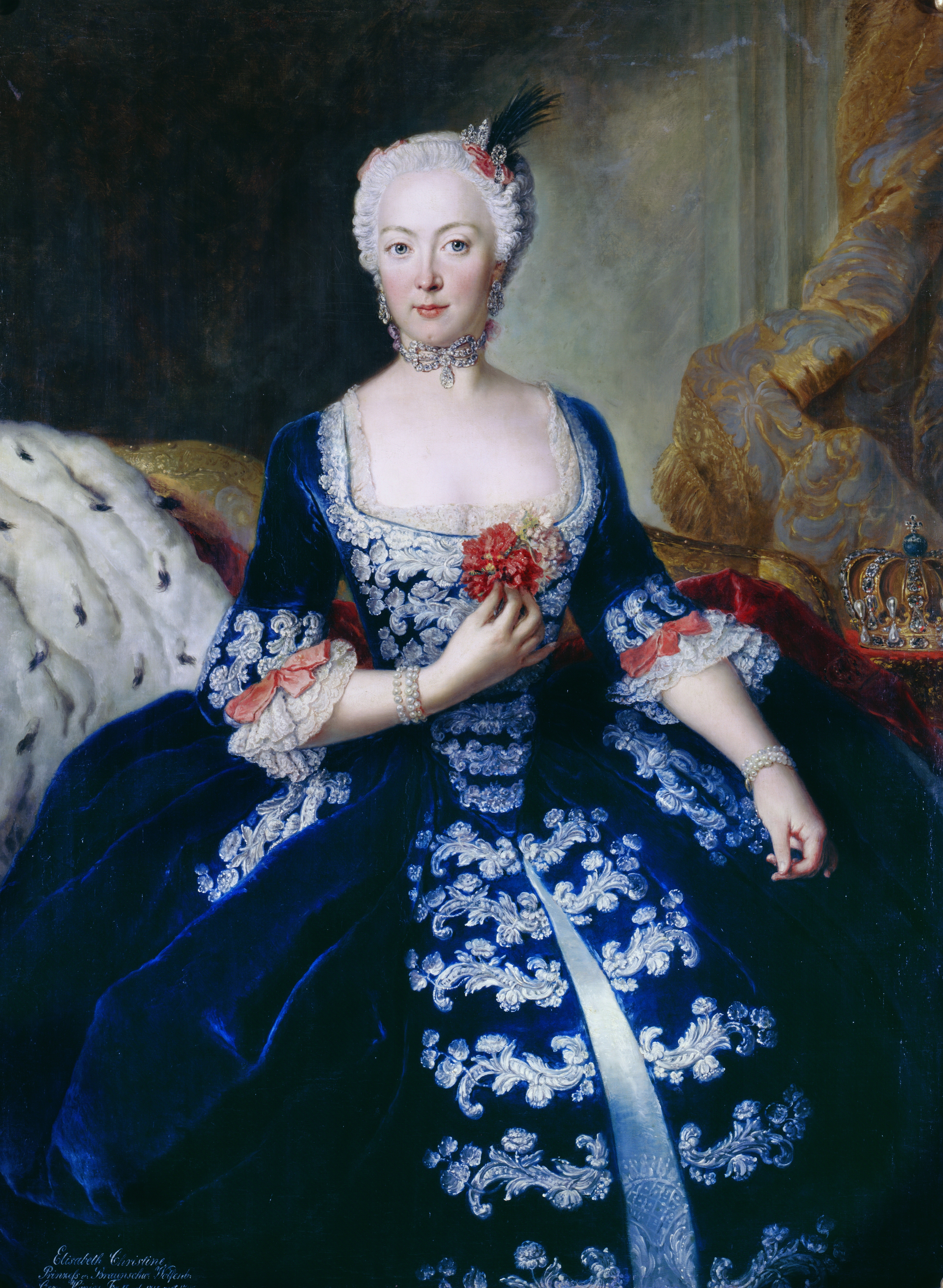
Elisabeth Christine Herzogin zu Braunschweig und Lüneburg (* 1715)

- 1706: Johann Ulrich von Cramer, deutscher Jurist und Philosoph
- 1710: Sarah Fielding, englische Schriftstellerin und Übersetzerin
- 1715: Elisabeth Christine von Braunschweig-Wolfenbüttel-Bevern, Gemahlin König Friedrichs II. von Preußen
- 1717: Caspar Zili, Schweizer Kaufmann und Bankier
- 1720: Hester Pitt, Countess of Chatham, britische Adelige
- 1722: Erhard Andreas Frommann, deutscher evangelischer Geistlicher und Pädagoge
- 1723: John Byron, englischer Seefahrer, Entdecker und Admiral
- 1725: Johann George Tromlitz, deutscher Flötist, Flötenbauer und Komponist
- 1735: George Plater, US-amerikanischer Politiker
- 1737: Joseph Bruny d’Entrecasteaux, französischer Seefahrer und Entdecker
- 1739: Jordi Bosch, mallorquinischer Orgelbauer
- 1739: Charles Joseph Vanhove, französischer Schauspieler
- 1744: Christian Gottfried Gruner, deutscher Mediziner und Historiker
- 1745: Ernst Christian Trapp, erster deutscher Inhaber eines Lehrstuhls für Pädagogik
- 1748: Erdmann Traugott Reichel, Leipziger Kaufmann
- 1754: Martin Johann Wikosch, österreichischer Pädagoge.
- 1755: William Stephens Smith, US-amerikanischer Politiker
- 1755: Dorothea Viehmann, deutsche Märchenerzählerin französischer Abstammung
- 1756: Christian Gottlieb Friedrich Stöwe, deutscher evangelischer Geistlicher und Astronom
- 1758: Johann Christoph Fahner, deutscher Mediziner
- 1768: Augusta Sophia, britisch-hannoveranische Prinzessin
- 1769: Michael Bille, dänisch-norwegischer und preußischer Marineoffizier
- 1772: David Ferdinand Howaldt, deutscher Goldschmied
- 1772: William Wirt, amerikanischer Jurist und Politiker
- 1777: Désirée Clary, Königin von Schweden
- 1781: Karl Godulla, deutscher Unternehmer, „preußischer Zinkkönig“
- 1795: Karl Waitz von Eschen, nordhessischer Rittergutsbesitzer und Mitglied des Preußischen Herrenhauses

### 19. Jahrhundert
- 1802: Theodor Mügge, deutscher Schriftsteller
- 1804: Julius Heinrich von Hollen, deutscher Jurist, Gutsbesitzer und Abgeordneter
- 1807: Coronado Chávez, Präsident von Honduras
- 1808: Arend Berkholz, Bürgermeister von Riga
- 1808: Christian Friedrich Schubert, deutscher Lehrer und Politiker
- 1809: Richard Hartmann, deutscher Industrieller und Eisenbahnpionier
- 1818ː Marie Espérance von Schwartz, britische Reiseschriftstellerin, Biografin und Freundin Garibaldis
- 1823: Joseph Monier, französischer Gärtner, Unternehmer und Erfinder des Stahlbetons
- 1825: Friedrich Ludwig Wilhelm Herbst, deutscher Pädagoge, Philologe, Lexikograf und Historiker
- 1832: Franz Schmitz, deutscher Architekt

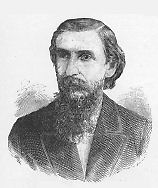
Milton Bradley (* 1836)

- 1834: Karl Friedrich Zöllner, deutscher Astrophysiker
- 1835: Emilie von Soden, deutsche Freifrau
- 1836: Milton Bradley, US-amerikanischer Zeichner, Lithograph, Patentanwalt, Erfinder, Spielehersteller
- 1837: Albert Raney Anderson, US-amerikanischer Politiker
- 1838: Caroline Amalie Meldahl, dänische Malerin
- 1840: Nathan Rothschild, britischer Bankier und Politiker
- 1841: Jan Otto, tschechischer Verleger
- 1843: Moritz Pasch, deutscher Mathematiker
- 1846: Eugenio Bertini, italienischer Mathematiker
- 1847: George Armitstead, russischer Ingenieur, Unternehmer, Bürgermeister von Riga
- 1847: Bram Stoker, irischer Autor

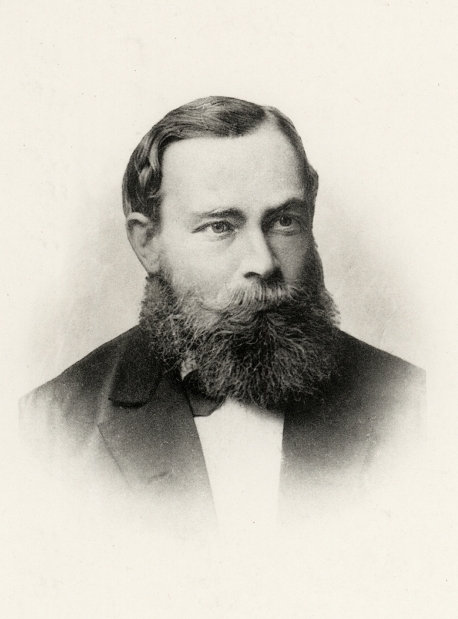
Gottlob Frege (* 1848)

Lili Pollatz (* 1883)

- 1848: Gottlob Frege, deutscher Mathematiker, Logiker und Philosoph
- 1850: Karl Komzák junior, tschechisch-österreichischer Komponist
- 1851ː Laura Frost, deutsche Schriftstellerin und Frauenrechtlerin
- 1854: Johannes Rydberg, schwedischer Physiker
- 1862: Jonas Burki, Schweizer Landwirt und Politiker
- 1862: Signe Hornborg, finnische Architektin
- 1863ː Betty Ohmann, deutsche Journalistin, Holocaustopfer
- 1864: Franz Diekamp, deutscher römisch-katholischer Theologe
- 1864: Wera Fjodorowna Komissarschewskaja, russische Schauspielerin
- 1866: Herbert Austin, englischer Industrieller und Politiker
- 1866: Heinrich Rippler, deutscher Schriftsteller, Journalist und Politiker
- 1867: Ilmari Krohn, finnischer Komponist und Musikwissenschaftler
- 1868: Felix Hausdorff, deutscher Mathematiker
- 1869: Joseph Franklin Rutherford, US-amerikanischer Geistlicher (Zeugen Jehovas)
- 1872: Martin Onslow Forster, britischer Chemiker
- 1873: Gaetano Salvemini, italienischer Politiker und Historiker
- 1874: Jewgeni Wiktorowitsch Tarle auch: Eugen Tarlé, sowjetischer Historiker
- 1875: Qiu Jin, chinesische Revolutionärin, Feministin und Autorin
- 1876: Annemarie von Auerswald, deutsche Stiftdame, Schriftstellerin und Museumsleiterin
- 1878: Manuel Magallanes Moure, chilenischer Schriftsteller und Literaturkritiker
- 1881: Jakob Fleck, österreichischer Filmpionier, Drehbuchautor, Regisseur, Produzent
- 1881: Walter Riehl, österreichischer Rechtsanwalt und Politiker
- 1883: Arnold Bax, britischer Komponist
- 1883ː Lili Pollatz, deutsche Reformpädagogin, Übersetzerin und Gerechte unter den Völkern
- 1884: Hermann Rorschach, Schweizer Psychiater, Entwickler des Rorschachtests
- 1885: Paul Brohmer, deutscher Biologe
- 1885: Emil Fahrenkamp, deutscher Architekt
- 1885: Oskar von Niedermayer, deutscher Offizier, Professor und Abenteurer
- 1887: Juri Schaporin, ukrainisch-russischer Komponist
- 1888: David Monrad Johansen, norwegischer Komponist und Musikkritiker
- 1888: Piet Valkenburg, niederländischer Fußballspieler
- 1889: Josef Kroll, deutscher Altphilologe
- 1890: Karl Harrer, deutscher Journalist, Gründungsmitglied der Deutschen Arbeiterpartei (DAP)
- 1891: Helene Nonné-Schmidt, deutsche Textilkünstlerin
- 1892: Theodor Boehm, deutscher pharmazeutischer Chemiker
- 1893: Prajadhipok, König von Siam
- 1894: Fritz Grau, deutscher Bobfahrer
- 1894ː Marie Luise Hensel, deutsche Widerstandskämpferin, Gerechte unter den Völkern
- 1895: Hans Bogner, deutscher Altphilologe
- 1897: Elisabeth Crodel, deutsche Malerin
- 1897: Dorothy Day, US-amerikanische Sozialaktivistin
- 1900: Otto Auerswald, deutscher Widerstandskämpfer
- 1900: Margrit Haemmerli, Schweizer Malerin
- 1900: Margaret Mitchell, US-amerikanische Autorin

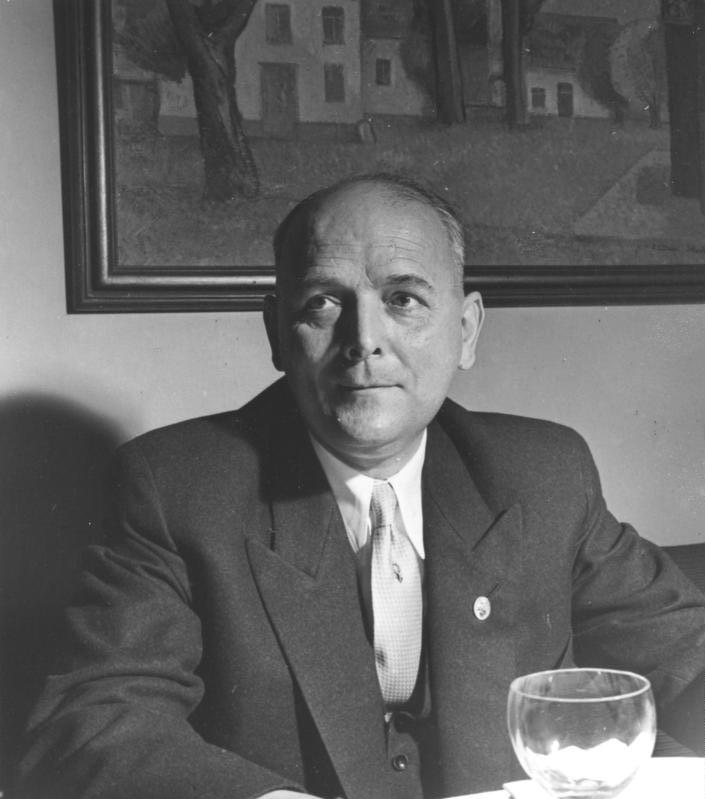
Franz-Josef Wuermeling (* 1900)

- 1900: Franz-Josef Wuermeling, deutscher Politiker, MdL, MdB, Bundesminister

### 20. Jahrhundert

#### 1901–1925

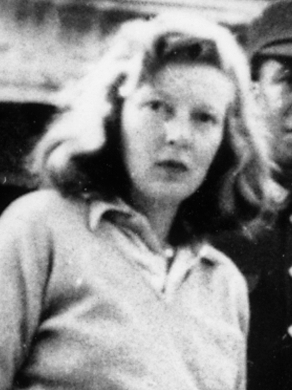
Martha Gellhorn (* 1908)

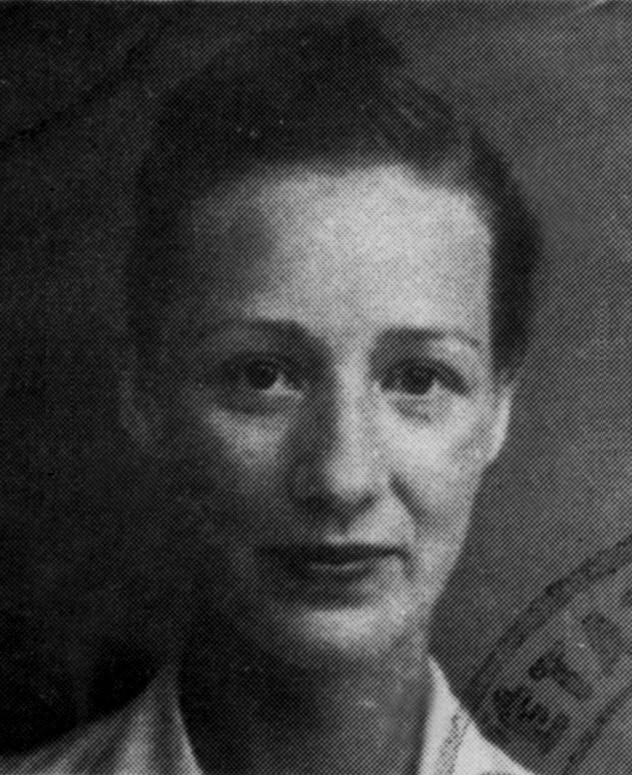
Marie-Madeleine Fourcade (* 1909)

- 1901: Gustave Abel, österreichischer Höhlenforscher
- 1901: Gheorghe Gheorghiu-Dej, rumänischer Politiker, mehrfacher Minister, Ministerpräsident, Staatsoberhaupt
- 1902: Hans Schönrath, deutscher Boxer
- 1903: Luigi Allemandi, italienischer Fußballspieler
- 1904: Etienne Aigner, ungarischer Modeschöpfer
- 1905: Lucy Millowitsch, deutsche Schauspielerin und Theaterleiterin
- 1906: Nikolaos Pantelis Andriotis, griechischer Sprachwissenschaftler und Neogräzist
- 1908: Günther Anders, deutscher Kameramann
- 1908: Martha Gellhorn, US-amerikanische Journalistin und Schriftstellerin
- 1908: Heinz Klevenow, deutscher Schauspieler und Hörspielsprecher
- 1908: Eberhard Ernst Reinhardt, Schweizer Jurist und Bankmanager
- 1909: Marie-Madeleine Fourcade, französische Widerstandskämpferin bzw. Geheimagentin
- 1910: Elfriede Brüning, deutsche Schriftstellerin
- 1912: Hans Haffner, deutscher Astronom und Professor
- 1912: June Havoc, US-amerikanische Schauspielerin
- 1912: Berent Schwineköper, deutscher Archivar und Historiker
- 1913: Lou Ambers, US-amerikanischer Boxer, Weltmeister
- 1913: Ludwig Elsbett, deutscher Motorenentwickler
- 1913: Rudolf Harbig, deutscher Leichtathlet, Olympiamedaillengewinner
- 1914: George Dantzig, US-amerikanischer Mathematiker
- 1914ː Eileen Kramer, australische Tänzerin, Choreografin, Malerin und Autorin
- 1914: Norman Lloyd, US-amerikanischer Regisseur, Produzent und Schauspieler

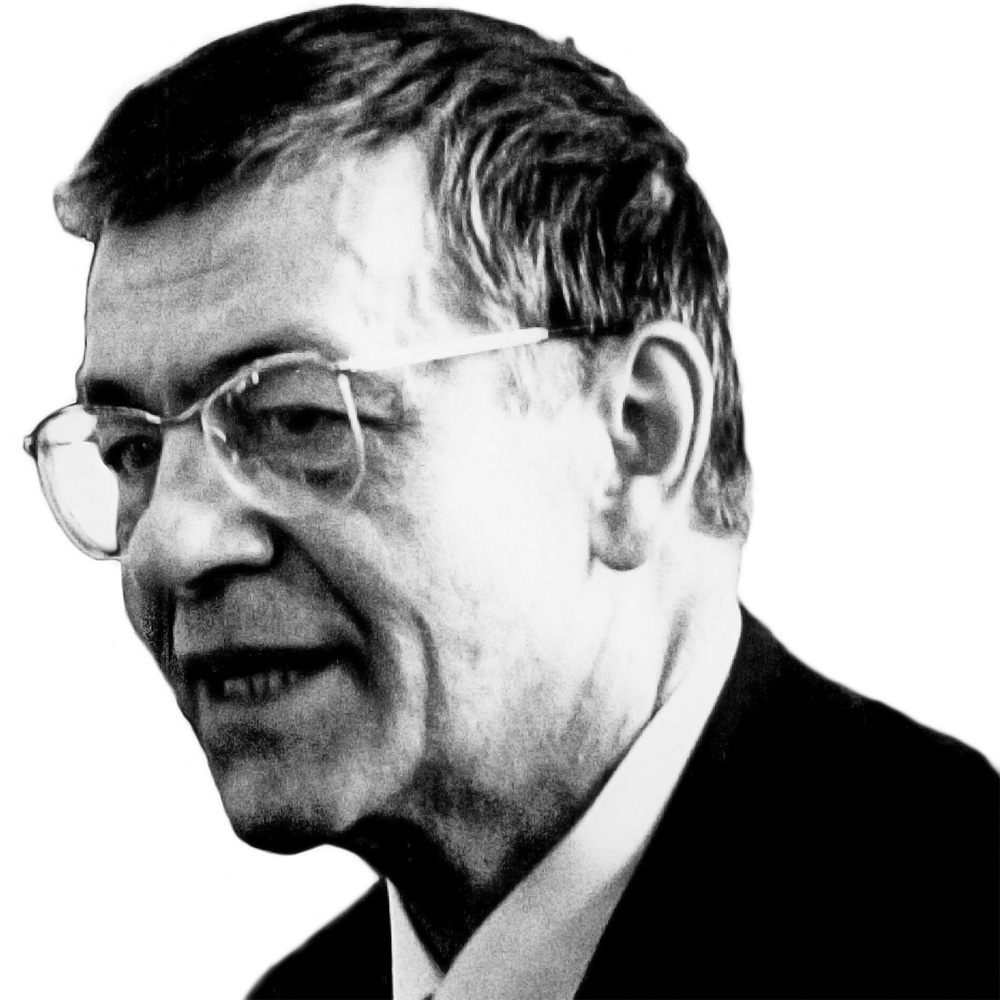
Peter Weiss (* 1916)

- 1916: Peter Weiss, deutscher Schriftsteller, Maler, Grafiker und Experimentalfilmer
- 1917: Gustav Angenheister, deutscher Geophysiker
- 1918: Silvana Lattmann, Schweizer Schriftstellerin italienischer Herkunft
- 1918: Hermann Zapf, deutscher Typograf, Schriftentwerfer und Kalligraf
- 1919: Anni Kroll, deutsche Autorin und Heimatdichterin
- 1919: Luigi Segre, italienischer Fahrzeugdesigner
- 1921: Walter Mirisch, US-amerikanischer Filmproduzent
- 1922: Conrad Ahlers, deutscher Journalist und Politiker, MdB, Regierungssprecher
- 1922: Christiaan Barnard, südafrikanischer Herzchirurg
- 1922: Ademir de Menezes, brasilianischer Fußballspieler
- 1922: Hannsheinz Porst, deutscher Unternehmer
- 1922: Boutros Raï, syrischer Geistlicher, Titularbischof von Edessa, Bischof von Mexiko
- 1923: Jack S. Kilby, US-amerikanischer Ingenieur
- 1924: Robert Häusser, deutscher Fotograf

#### 1926–1950
- 1926: Eberhard Itzenplitz, deutscher Regisseur
- 1927: Lal Krishna Advani, indischer Politiker
- 1927: Chris Connor, US-amerikanische Sängerin
- 1927: Ken Dodd, britischer Komiker und Sänger
- 1927: József Karai, ungarischer Komponist
- 1927: Patti Page, US-amerikanische Sängerin
- 1928: Rudolf Heitefuß, deutscher Phytomediziner
- 1928ː Natalie Zemon Davis, kanadisch-amerikanische Historikerin und Kulturwissenschaftlerin
- 1929: Bert Berns, US-amerikanischer Musikproduzent und Komponist
- 1930: Jewgeni Malinin, russischer Dirigent, Musikpädagoge und Geiger
- 1930: Heinz Perne, deutscher Geistlicher und Liedermacher
- 1931: Jim Redman, rhodesischer Motorradrennfahrer
- 1931: Morley Safer, kanadischer Reporter und Korrespondent
- 1932: Stéphane Audran, französische Schauspielerin
- 1933: Peter Arundell, britischer Autorennfahrer
- 1933: Werner Golz, deutscher Schachspieler und -journalist
- 1934: Friedrich Adolphi, deutscher Politiker
- 1934: Hans Antonsson, schwedischer Ringer
- 1934: Lothar Milde, deutscher Leichtathlet, Olympiamedaillengewinner
- 1934: Melitón Sánchez Rivas, panamaischer Sportfunktionär

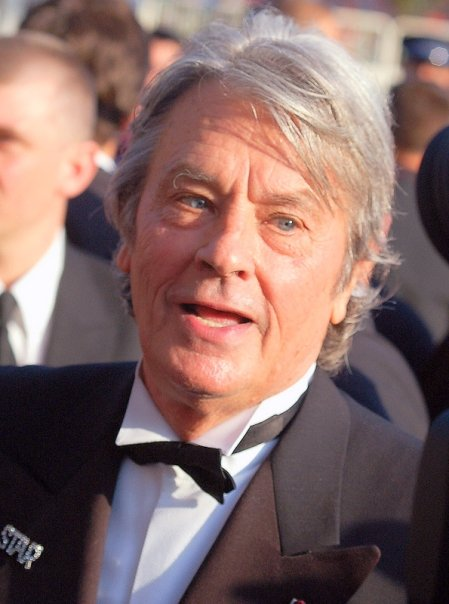
Alain Delon (* 1935)

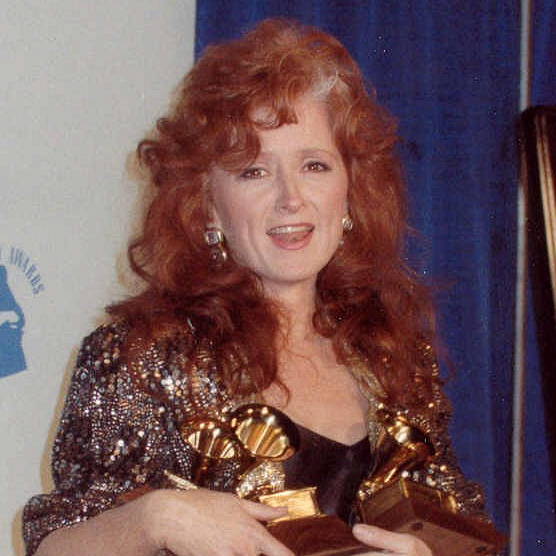
Bonnie Rait (* 1949)

- 1935: Alain Delon, französischer Filmschauspieler
- 1935: Antonín Kubálek, tschechisch-kanadischer Pianist und Musikpädagoge
- 1935: Alfonso López Trujillo, kolumbianischer Kardinal
- 1935: Peter Studer, Schweizer Jurist, Journalist und Publizist.
- 1936: Klaus Borrmann, deutscher Forstmann, Heimatforscher und Autor
- 1936: Edward George Gibson, US-amerikanischer Astronaut
- 1938: Pedro D. Arigo, philippinischer Priester
- 1938: Louis Kébreau, haitianischer Ordenspriester und Erzbischof
- 1938: Murtala Mohammed, nigerianischer General, Putschist und Staatspräsident
- 1940: Charles Thomas Kowal, US-amerikanischer Astronom
- 1942: Kurt Gloor, Schweizer Filmregisseur, Drehbuchautor und Filmproduzent
- 1942: Sigrid Göhler, deutsche Schauspielerin
- 1942: Sandro Mazzola, italienischer Fußballspieler
- 1943: Luciano Dalla Bona, italienischer Radrennfahrer
- 1943: Boaz Davidson, israelischer Filmregisseur, Drehbuchautor und Produzent
- 1943: Martin Peters, englischer Fußballspieler
- 1944: Kamau Muata Adilifu, US-amerikanischer Jazz-Trompeter und Flügelhornist
- 1944: Jörg Panknin, deutscher Schauspieler
- 1944: Andreas Sprecher, Schweizer Skirennfahrer
- 1945: Bill Anoatubby, US-amerikanischer Politiker
- 1946: Sharon Brown, kanadische Schriftstellerin
- 1946: Roy Wood, britischer Musiker, Sänger und Songschreiber
- 1947: Giorgio Francia, italienischer Automobilrennfahrer
- 1947: Minnie Riperton, US-amerikanische Sängerin und Songschreiberin
- 1948: Elmar Beierstettel, deutscher Fechter
- 1949: Antoine Nabil Andari, libanesischer Kurienbischof
- 1949: Biagio Abrate, italienischer General
- 1949: Bonnie Raitt, amerikanische Rhythm-and-Blues- und Country-Sängerin und Gitarristin

#### 1951–1975
- 1951: Heiko Antons, deutscher Eishockeyspieler
- 1951: Alfredo Astiz, argentinischer Kapitänleutnant
- 1951: Marie-Theres von Gunten, Schweizer Jodlerin, Komponistin und Dirigentin
- 1952: John Denny, US-amerikanischer Baseballspieler
- 1952: Susan „Sue“ Gibson, britische Kamerafrau
- 1952: Christie Hefner, US-amerikanische Unternehmerin
- 1952: Jan Raas, niederländischer Radrennfahrer
- 1952: Alfre Woodard, US-amerikanische Schauspielerin
- 1954: Andrzej Czerwiński, polnischer Politiker
- 1954: Rickie Lee Jones, US-amerikanische Sängerin und Songschreiberin
- 1954: Bill Joy, US-amerikanischer Software-Entwickler
- 1955: Dietmar Hoffmann, deutscher Fußballspieler
- 1955: Gisela Oeri, deutsch-schweizerische Milliardärsgattin und Mäzenin
- 1956: Detlef Opitz, deutscher Schriftsteller
- 1956: Olga Wassiltschenko, sowjetische Ruderin
- 1957: Olaf Breidbach, deutscher Philosoph, Biologe und Wissenschaftshistoriker
- 1957: Bernd Kundrun, deutscher Verlagsmanager
- 1957: Porl Thompson, englischer Gitarrist und Kunstmaler
- 1958: Don Byron, US-amerikanischer Jazzmusiker
- 1959: Andrea Asch, deutsche Politikerin
- 1960: Elizabeth Avellan, US-amerikanische Filmproduzentin
- 1960: Sadi Tekelioğlu, türkisch-dänischer Journalist
- 1960: Mikael Nyqvist, schwedischer Schauspieler
- 1961: Rustem Rinatowitsch Adagamow, russischer Blogger und Fotojournalist
- 1961: Leif Garrett, US-amerikanischer Sänger
- 1964: Lars Harms, deutscher Politiker, MdL
- 1966: Nové Deypalan, philippinischer Dirigent und Komponist
- 1966: Heike Hennig, deutsche Autorin, Regisseurin und Leiterin eines Opernensembles
- 1968: Sergio Porrini, italienischer Fußballspieler
- 1966: Gordon Ramsay, britischer Koch, Entertainer und Produzent
- 1968: Courtney Thorne-Smith, US-amerikanische Schauspielerin
- 1970: Thomas Anderson, US-amerikanischer Unternehmer, Mitgründer von MySpace
- 1970: Juan José Borrelli, argentinischer Fußballspieler und -trainer
- 1970: RP Kahl, deutscher Schauspieler, Regisseur und Filmproduzent
- 1970: Diana King, jamaikanische Sängerin

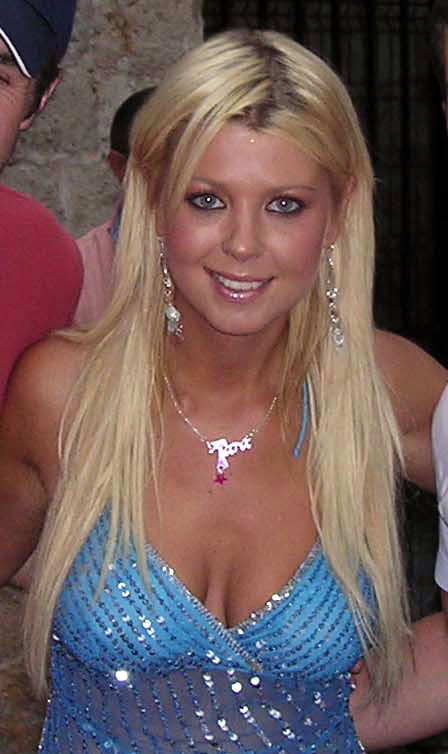
Tara Reid (* 1975)

- 1971: Carlos Atanes, spanischer Filmregisseur, Drehbuchautor und Dramatiker
- 1971: Ruben Gazarian, armenischer Dirigent
- 1971: Joana Vasconcelos, portugiesische Bildhauerin
- 1973: Winnie Böwe, deutsche Schauspielerin und Opernsängerin
- 1974: Brandon Mull, US-amerikanischer Autor
- 1974: Masashi und Seishi Kishimoto, japanische Mangaka
- 1975: Tara Reid, US-amerikanische Schauspielerin

#### 1976–2000
- 1976: Jawhar Mnari, tunesischer Fußballspieler
- 1976: Nico Patschinski, deutscher Fußballspieler
- 1977: Jussuf Abdussalomow, tadschikischer Ringer
- 1977: Schahram Amiri, iranischer Physiker
- 1977: Sascha Amstätter, deutscher Fußballspieler
- 1977: Ľuboš Bernáth, slowakischer Komponist und Musikpädagoge
- 1977: Vadim Neselovskyi, ukrainisch-US-amerikanischer Jazzpianist, Komponist und Hochschullehrer
- 1977: Stephan Protschka, deutscher Politiker
- 1978: Anna Angelina Wolfers, deutsche Schauspielerin
- 1979: Christoph Hinz, deutscher Handballspieler
- 1979: Simone Origone, italienischer Alpin- und Geschwindigkeitsskifahrer
- 1979: Paul Sackey, englischer Rugbyspieler
- 1980: Jodie Leslie Ahlborn, deutsche Schauspielerin
- 1980: Luís Fabiano, brasilianischer Fußballspieler
- 1980: Georg Schlunegger, Schweizer Komponist, Songwriter und Produzent
- 1981: Jéssica Augusto, portugiesische Langstrecken- und Hindernisläuferin
- 1981: Joe Cole, englischer Fußballspieler
- 1981: Arne Niemeyer, deutscher Handballspieler
- 1981: Brian Rast, US-amerikanischer Pokerspieler
- 1982: Mika Kallio, finnischer Motorradrennfahrer
- 1982: Sam Sparro, australischer Musiker und Sänger
- 1983: Blanka Vlašić, kroatische Hochspringerin
- 1983: Pawel Pogrebnjak, russischer Fußballspieler
- 1984: Riley Armstrong, kanadischer Eishockeyspieler
- 1985: Magda Apanowicz, kanadische Schauspielerin
- 1985: Alban Ramaj, albanischer Fußballspieler
- 1987: Edgar Benítez, paraguayischer Fußballspieler
- 1987: Samantha Droke, US-amerikanische Schauspielerin
- 1987: Andrei Gawrilow, russischer Eishockeyspieler
- 1987: Eduardo Gurbindo, spanischer Handballspieler
- 1987: Miroslav Holec, tschechischer Eishockeyspieler
- 1987: Takashi Kobayashi, japanischer Automobilrennfahrer
- 1987: Andreas Lukse, österreichischer Fußballspieler
- 1987: Greg Mansell, britischer Rennfahrer
- 1988: Thomas Asanger, österreichischer Komponist
- 1988: Sven Schipplock, deutscher Fußballspieler
- 1989: Leonardo Cordeiro, brasilianischer Rennfahrer
- 1989: Andrew Gower, britischer Schauspieler
- 1989: Niko Juhola, Schweizer Unihockeyspieler
- 1989: Kalle Leinonen, finnischer Freestyle-Skier
- 1989: Sanni Leinonen, finnische Skirennläuferin
- 1989: Kevin Sommer, französischer Fußballspieler
- 1990: Hanna Fogelström, schwedische Handballspielerin
- 1990: Marc Kämpf, Schweizer Eishockeyspieler
- 1990: Yeliz Simsek, deutsche Schauspielerin
- 1991: Anastassija Kowalenko, ukrainische Billardspielerin
- 1994: Sergei Sirik, kasachischer Biathlet
- 1995: Klengan, deutscher Webvideoproduzent, Buchautor und Schauspieler
- 1996: William Borland, schottischer Dartspieler
- 1996: Jana Petrik, österreichische Radiomoderatorin
- 1996: Carina Schlüter, deutsche Fußballspielerin
- 1999: Lea Müller, deutsche Schauspielerin
- 2000: Toby Romeo, österreichischer DJ und Musikproduzent
- 2000: Delia Sclabas, Schweizer Leichtathletin
- 2000: Jasmine Thompson, britische Sängerin

### 21. Jahrhundert
- 2001: Einar Hedegart, norwegischer Biathlet
- 2001: Dmytro Kotowskyj, ukrainischer Freestyle-Skier
- 2001: Johannes Lamparter, österreichischer Nordischer Kombinierer
- 2002: Laurids Schürmann, deutscher Schauspieler
- 2004: Anton Kasakow, ukrainischer Snookerspieler

## Gestorben

### Vor dem 16. Jahrhundert
- 0397: Martin von Tours, gallischer Bischof von Tours
- 0618: Adeodatus I., Papst
- 0789: Willehad, Missionar in Friesland, Bischof von Bremen
- 0791: Wiomad, Erzbischof von Trier
- 0923: Hiltin, Bischof von Augsburg
- 0955: Agapitus II., Papst
- 0989: Osdag, Bischof von Hildesheim
- 1111: Otto II., Sohn des Grafen von Habsburg
- 1171: Balduin IV., Graf von Hennegau
- 1226: Ludwig VIII., König von Frankreich
- 1234: Baha ad-Din ibn Schaddad, muslimischer Jurist
- 1246: Berenguela, Königin von Kastilien
- 1258: Gremislawa von Luzk, Fürstin von Krakau

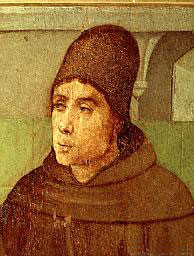
Johannes Duns Scotus († 1308)

- 1308: Johannes Duns Scotus, schottischer Theologe und Philosoph
- 1325: Wizlaw III., letzter slawischer Fürst von Rügen
- 1337: Johann I. von Langenmantel, Augsburger Patrizier und Bürgermeister
- 1365: Niccolò Acciaiuoli, italienischer Staatsmann
- 1383: Heinrich von Stöffeln, Abt des Klosters Reichenau
- 1446: Lorenz von Lichtenberg, Bischof von Lavant
- 1471: Ludwig II., Landgraf von Niederhessen
- 1472: Johann II. von Rosenberg, böhmischer Adeliger, Oberhauptmann in Schlesien und höchster böhmischer Kämmerer
- 1473: Sibet Attena, ostfriesischer Häuptling
- 1478: Ba’eda Mariam, Kaiser von Äthiopien
- 1494: Melozzo da Forlì, italienischer Maler

### 16. bis 18. Jahrhundert
- 1502: Kaspar zu Rhein, Fürstbischof von Basel
- 1517: Francisco Jiménez de Cisneros, Erzbischof von Toledo, spanischer Regent und Großinquisitor
- 1527: Hieronymus Emser, deutscher Theologe und Gegenspieler Luthers
- 1552: Johannes Kymaeus, deutscher reformierter Theologe und Reformator
- 1555: Gian Giacomo Medici, italienischer Condottiere
- 1559: Christoffer Huitfeldt, dänischer Reichsrat
- 1564: Melchior Fendt, deutscher Physiker und Mediziner
- 1578: Hans Saphoy, deutsch-österreichischer Steinmetzmeister, Festungs- und Dombaumeister (St. Stephan in Wien)
- 1599: Francisco Guerrero, spanischer Komponist
- 1607: Elisabeth von Anhalt, Kurfürstin von Brandenburg
- 1620: Bernhard von Krosigk, anhaltischer Offizier
- 1627: Ludwig II. von Nassau-Weilburg, Graf von Nassau-Weilburg
- 1628: Baldassare Croce, italienischer Maler
- 1630: Heinrich von Krage, deutscher Domherr
- 1633: Christian, Herzog zu Braunschweig und Lüneburg, Fürst von Lüneburg
- 1633: Xu Guangqi, Gelehrter und Minister der Ming-Dynastie
- 1650: Camillo II. Gonzaga di Novellara, Graf von Novellara und Bagnolo
- 1651: Stephan I. Thököly, ungarischer Baron und Großgrundbesitzer
- 1663: Christian zu Rantzau, deutscher Statthalter im königlich-dänischen Anteil Schleswig-Holsteins
- 1670: Emanuel, Fürst von Anhalt-Köthen
- 1674: John Milton, englischer Dichter
- 1686: Detlev von Ahlefeldt, Herr auf Haseldorf, Haselau und Kaden
- 1688: Johann Caspar Schweizer, Schweizer evangelischer Geistlicher, Philologe und Hochschullehrer
- 1703: John Wallis, englischer Mathematiker und Taubstummenlehrer
- 1708: Georg Prinz von Dänemark, Ehemann der britischen Königin Anne
- 1709: Dimitri Tuptalo, russischer Metropolit
- 1712: Rosamunde Juliane von der Asseburg, deutsche Adelige
- 1719: Michel Rolle, französischer Mathematiker
- 1721: Catharina Margaretha Linck bzw. Anastasius Lagrantinus Rosenstengel, deutsche Knopfmacherin, Kattundruckerin und Soldat, wegen Unzucht mit einer anderen Frau hingerichtet
- 1722: Christoph Cuntzius, deutscher Orgelbauer
- 1723: Georg Serpilius, evangelischer Theologe und Lieddichter
- 1725: Marquard Ludwig von Printzen, königlich-preußischer Diplomat, Oberhofmarschall, Chef der Verwaltung der geistlichen und Unterrichts-Angelegenheiten
- 1739: Anselm Franz von Thurn und Taxis, deutscher Generalerbpostmeister, Leiter der Kaiserlichen Reichspost
- 1757: Pierre Prowo, deutscher Komponist und Organist
- 1771: Joseph Gabler, österreichischer Orgelbaumeister
- 1773: Friedrich Wilhelm von Seydlitz, preußischer Kavallerieoffizier
- 1778: Kasimire von Anhalt-Dessau, Prinzessin von Anhalt-Dessau und durch Heirat Gräfin zur Lippe-Detmold
- 1787: Johann Karl Chotek von Chotkow, böhmisch-österreichischer Hofkanzler
- 1788: Johann Karl Zeune, deutscher Philologe
- 1793: Jeanne-Marie Roland de la Platière, französische Revolutionärin
- 1800: Otto Magnus von Stackelberg, deutsch-baltisch-russischer Diplomat

### 19. Jahrhundert
- 1805: François-Thomas-Marie de Baculard d’Arnaud, französischer Dichter und Dramatiker
- 1811: Karl Christoph Förster, deutscher Pfarrer und Kirchendichter
- 1817: Andrea Appiani, italienischer Maler
- 1822:  Johann August von Eckenbrecher, preußischer Generalmajor und Gutsherr
- 1823: Masanori Abe, japanischer Adeliger
- 1825: Friedrich Julius von Kniestedt, deutscher Jurist und Gutsbesitzer
- 1828: Salomon Oppenheim junior, deutscher Bankier
- 1830: Franz I., König beider Sizilien
- 1844: Jean Antoine Michel Agar, französischer Staatsbeamter
- 1844: Johann Anzengruber, österreichischer Schriftsteller
- 1848: Ludwig Heinrich Wilhelm von Arnim, deutscher Verwaltungsbeamter, Rittergutsbesitzer und Parlamentarier
- 1848: Heinrich von der Tann, deutscher Offizier und Abgeordneter
- 1858: Benjamin Franklin Butler, US-amerikanischer Politiker
- 1858: George Peacock, englischer Mathematiker
- 1859: Heinrich XX., Fürst Reuß zu Greiz
- 1860: Charles Fellows, britischer Forschungsreisender und Archäologe
- 1861: Josiah McNair Anderson, US-amerikanischer Politiker
- 1864: Juan Van Halen, spanischer General
- 1872: Moritz Ludwig Seyffert, deutscher Philologe und Pädagoge
- 1873: Conrad Abée, kurhessischer Politiker und Minister
- 1877: Amalie Auguste, Königin von Sachsen
- 1878: Hermann Goedsche, deutscher Schriftsteller
- 1880: Andreas Peter Berggreen, dänischer Komponist
- 1880: Leonhard Spengel, deutscher Altphilologe
- 1883: Karl Friedrich Adler, deutscher Politiker
- 1884ː Jane Williams, Widmungsträgerin mehrerer Gedichte von Percy Bysshe Shelley
- 1887: Doc Holliday, US-amerikanischer Revolverheld
- 1889: Wilhelm von Abbema, deutscher Maler, Kupferstecher und Radierer

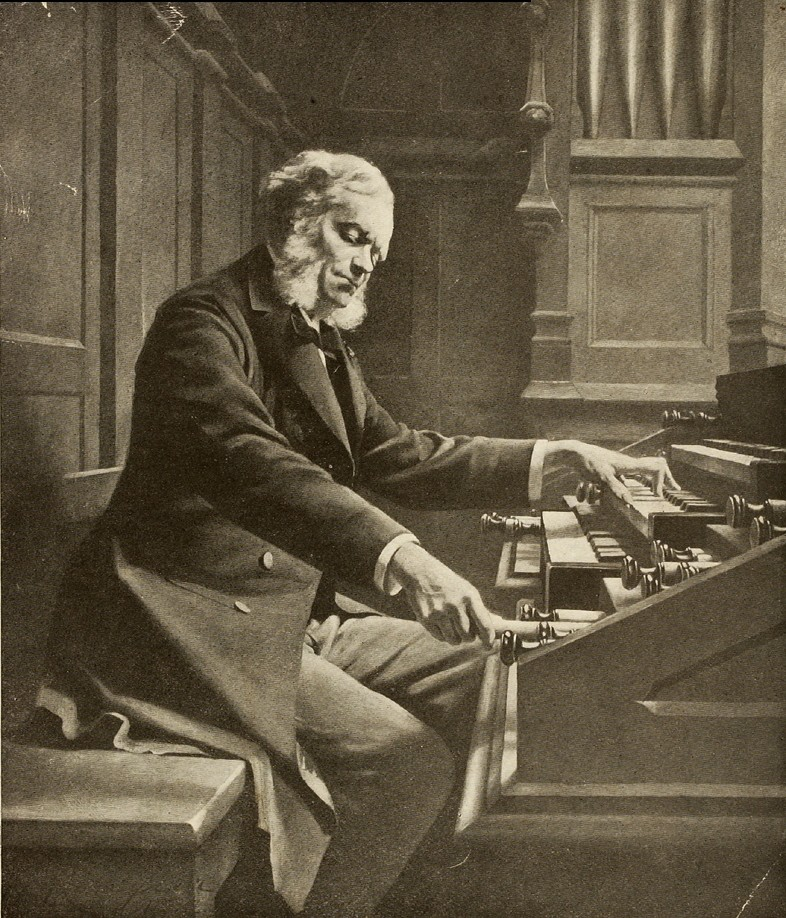
César Franck († 1890)

- 1890: César Franck, französischer Komponist, deutsch-belgischer Abstammung

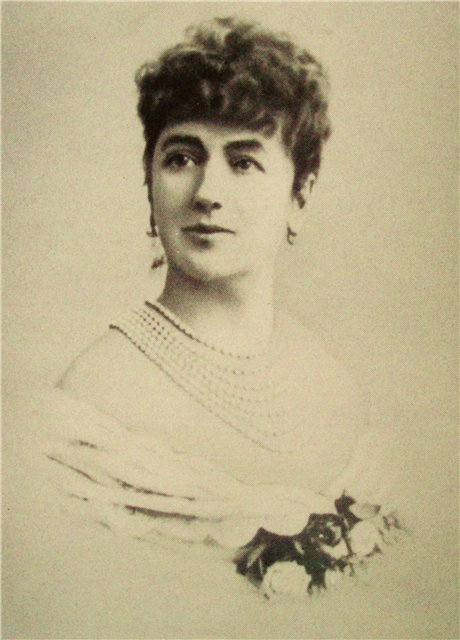
Louise de Mercy-Argenteau († 1890)

- 1890ː Louise de Mercy-Argenteau, belgische Pianistin, Komponistin und Musikkritikerin
- 1890: Sophie Wörishöffer, deutsche Schriftstellerin
- 1891: Eduard Köllner, deutscher Komponist
- 1896: Rudolf Hoyos, österreichischer Dichter und Kunstsammler
- 1896: Moritz Schneller, deutscher Augenarzt
- 1898: Ernest Cahen, französischer Organist und Komponist
- 1898: Heinrich Conrad Schneider, deutscher Pädagoge, Gründer einer Landwirtschaftsschule mit angeschlossener Brauakademie

### 20. Jahrhundert

#### 1901–1950
- 1905: Max Aronheim, deutscher Jurist und Unternehmer
- 1907: Pierre Deluns-Montaud, französischer Politiker
- 1907: William Pettavel, Schweizer evangelischer Geistlicher
- 1908: Victorien Sardou, französischer Dramatiker
- 1908: Eduard Wölfflin, Schweizer Altphilologe
- 1909: Charles Bordes, französischer Komponist und Musikpädagoge
- 1909: Eduard de Hartog, niederländischer Musikkritiker, Dirigent und Komponist
- 1910: Dominik Avanzo, deutsch-österreichischer Architekt
- 1916: Frederic Woodman Root, US-amerikanischer Komponist und Musikpädagoge
- 1920: Salomon An-ski, russischer Schriftsteller, Journalist und Ethnograph

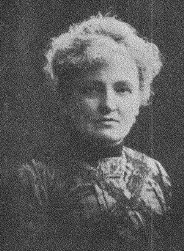
Alfhild Agrell († 1923)

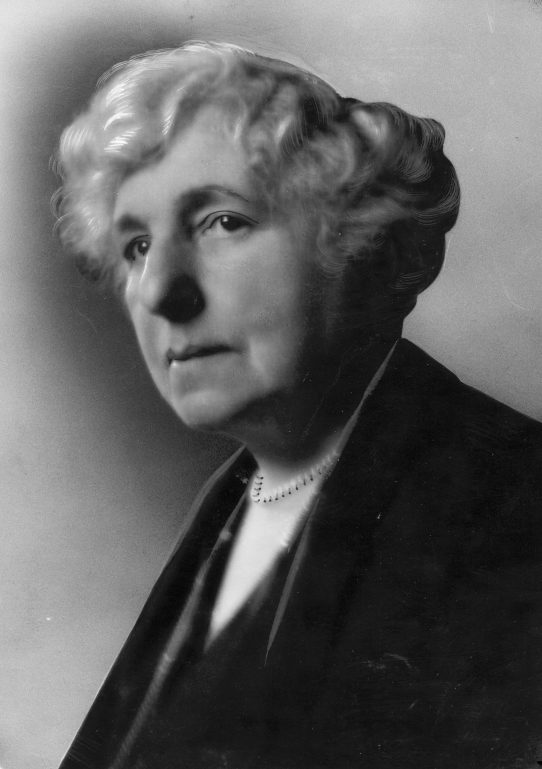
Helene Richter († 1942)

- 1920: Friedrich J. Pajeken, deutscher Kaufmann und Schriftsteller
- 1921: Pavol Országh Hviezdoslav, slowakischer Dichter
- 1923: Alfhild Agrell, schwedische Schriftstellerin
- 1925ː Ruth Pappenheimer, deutsches Opfer des Holocaust
- 1927: Hippolyte Gomot, französischer Politiker
- 1927: Arthur Strasser, österreichischer Bildhauer
- 1929: Karl Asal, deutscher Jurist
- 1930: Hans Suter, Schweizer Jurist und Politiker
- 1933: Mohammed Nadir Schah, afghanischer König
- 1934: James Mark Baldwin, US-amerikanischer Psychologe und Philosoph
- 1935ː Elisabeth Förster-Nietzsche, Schwester und Nachlassverwalterin Friedrich Nietzsches, Gründerin und Leiterin des „Nietzsche-Archivs“
- 1938: Fritz Bleichröder, deutscher Arzt
- 1940: Anne Siberdinus de Blécourt, niederländischer Jurist und Rechtshistoriker
- 1942ː Helene Richter, österreichische Anglistin, Holocaustopfer
- 1944: André Abegglen, Schweizer Fußballspieler
- 1944: Walter Nowotny, österreichischer Jagdflieger
- 1948: Franz Carl Weber, Schweizer Unternehmer

#### 1951–2000
- 1953: Iwan Alexejewitsch Bunin, russischer Schriftsteller
- 1960: Ernst Beutler, deutscher Germanist
- 1960: Anna Mahé, französische Anarchistin
- 1962: Willis O’Brien, US-amerikanischer Trickfilmpionier
- 1963: Šimon Jurovský, slowakischer Komponist
- 1965: Dorothy Kilgallen, US-amerikanische Schauspielerin, Reporterin und Fernsehmoderatorin
- 1966: André Bloc, französischer Architekt und Bildhauer
- 1966: Bernhard Zondek, deutscher Mediziner
- 1968: Kokomo Arnold, US-amerikanischer Blues-Musiker
- 1969: Dave O’Brien, US-amerikanischer Schauspieler, Drehbuchautor und Regisseur
- 1969: Wolf Durian, deutscher Journalist und Jugendbuchautor
- 1972: Hanns Holenia, österreichischer Komponist
- 1974: Ivory Joe Hunter, US-amerikanischer Musiker, Sänger und Songschreiber
- 1976: Giorgio Ferrini, italienischer Fußballspieler
- 1978: Kurt Adelmann, deutscher Politiker
- 1982: Marco de Gastyne, französischer Filmregisseur und Drehbuchautor
- 1983: James Carroll Booker III, US-amerikanischer Blues-, Boogie- und Jazz-Pianist, Organist und Sänger
- 1984: Collin Walcott, US-amerikanischer Perkussionist und Sitarspieler
- 1985: Nicolas Frantz, luxemburgischer Radrennfahrer
- 1985: Masten Gregory, US-amerikanischer Formel-1-Rennfahrer
- 1985: André Thomkins, Schweizer Maler, Zeichner und Dichter

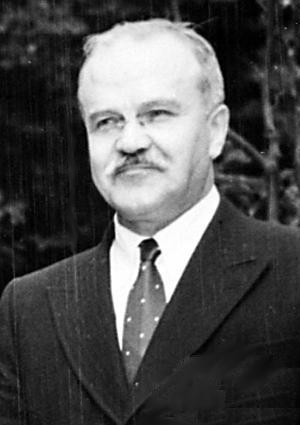
Wjatscheslaw Michailowitsch Molotow († 1986)

- 1986: Wjatscheslaw Molotow, sowjetischer Politiker, Regierungschef, Außenminister
- 1987: Erwin Sutz, Schweizer evangelischer Geistlicher
- 1988: Oskar Rohr, deutscher Fußballspieler
- 1989: Margarete Aurin, deutsche Pädagogin, Initiatorin integrativer Bildungsarbeit im Vorschulalter
- 1991: Lore Feininger, deutsche Fotografin
- 1991: John Jahr senior, deutscher Verleger
- 1991: Charlotte Moorman, US-amerikanische Musikerin
- 1992: Red Mitchell, US-amerikanischer Jazzbassist
- 1994: Gisela Schertling, deutsche Katechistin und Teil des Freundeskreises der Widerstandsgruppe Weiße Rose
- 1995: Francesca Schinzinger, deutsche Historikerin
- 1996: Johannes Frömming, deutscher Trabrennsportler
- 1996: Georg Schreiber, deutscher Mediziner und Medizinjournalist
- 2000: Peter Clark, britischer Autorennfahrer
- 2000: Jürg Lamprecht, Schweizer Biologe
- 2000: Dick Morrissey, britischer Jazzmusiker

### 21. Jahrhundert
- 2001: Paolo Bertoli, italienischer Geistlicher, vatikanischer Diplomat, Kurienkardinal
- 2002: Rudolf Noelte, deutscher Theaterregisseur
- 2003: Adolfo Rodríguez Vidal, spanischer Geistlicher
- 2004: Bruno Bettinelli, italienischer Komponist
- 2004: Lennox Miller, jamaikanischer Leichtathlet
- 2005: Carola Höhn, deutsche Schauspielerin
- 2006: Basil Poledouris, US-amerikanischer Filmkomponist und -regisseur
- 2006: Annette Rogers, US-amerikanische Leichtathletin, Olympiasiegerin
- 2006: Natalija Schurawel, sowjetische bzw. russische Schauspielerin und Synchronsprecherin
- 2006: Hannspeter Winter, österreichischer Physiker

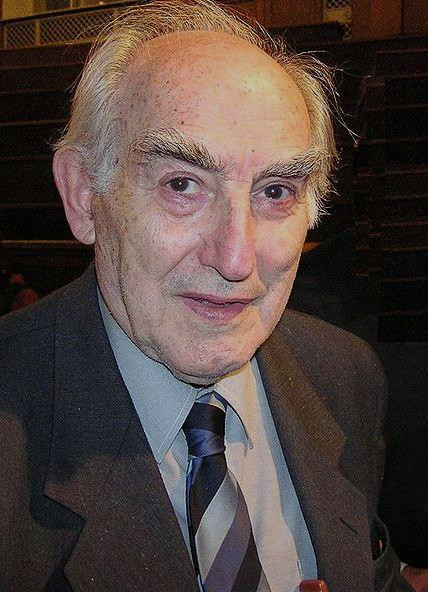
Witali Ginsburg († 2009)

- 2007: John Arpin, kanadischer Komponist, Musiker, Arrangeur und Entertainer
- 2007: Stephen Fumio Hamao, japanischer Priester, Bischof von Yokohama, Kurienkardinal
- 2007: Chad Varah, britischer anglikanischer Geistlicher
- 2008: Otto Johannes Bähr, deutscher Maler
- 2008: Régis Genaux, belgischer Fußballspieler
- 2009: Witali Ginsburg, russischer Physiker, Nobelpreisträger
- 2010: Emilio Massera, argentinischer Admiral
- 2011: Heavy D, US-amerikanischer Rapper, Schauspieler und Sänger
- 2011: Ricky Hui, chinesischer Filmschauspieler
- 2011: Tadeusz Marcinkowski, polnischer Mediziner
- 2012: Lee MacPhail, US-amerikanischer Baseballfunktionär
- 2012: Walter Nowojski, deutscher Germanist
- 2013: Jelena Jurajewa, kasachische Jazzpianistin
- 2014: Hannes Hegen, deutscher Grafiker und Comiczeichner
- 2014: Otto Ziege, deutscher Radrennfahrer und Radsportfunktionär
- 2015: Andrei Jakowlewitsch Eschpai, russisch-sowjetischer Komponist
- 2016: Klaus Metzger, deutscher Basketballschiedsrichter
- 2016: Joseph Mungai, tansanischer Politiker
- 2017: Antonio Carluccio, italienischer Koch und Autor
- 2017: Mika Metz, deutscher Schauspieler
- 2017: Eddy Steinblock, deutscher Wrestler und Schauspieler
- 2018: Armin Mätzler, deutscher Kriminalbeamter und Sachbuchautor
- 2019: Werner Doehner, der letzte der überlebenden Passagiere der Luftschiffkatastrophe des LZ 129
- 2020: Oscar Benton, niederländischer Sänger
- 2020: Dietrich H. Boesken, deutscher Industriemanager
- 2020: Horst David, deutscher Serienmörder
- 2020: Karl-Heinz Moeller, deutscher Maler
- 2021: Medina Dixon, US-amerikanische Basketballspielerin
- 2021: Ringan Ledwidge, britischer Regisseur
- 2021: Wilhelm Schraml, deutscher Geistlicher, Bischof von Passau
- 2022: Lee Bontecou, US-amerikanische Künstlerin
- 2022: Pierre Kartner, niederländischer Musiker
- 2022: Dan McCafferty, schottischer Rocksänger (Nazareth)
- 2022: George Young, US-amerikanischer Leichtathlet
- 2023: Hannelore Kramm, österreichische Schlagersängerin und Schauspielerin
- 2023: Walentina Leonidowna Ponomarjowa, russische Astronautin und Pilotin
- 2023: Johanna Weise, deutsch-schweizerische Kostümbildnerin
- 2024: Helle Meri, estnische Schauspielerin und First Lady
- 2024: Ricky Shayne, französisch-libanesischer Schlagersänger
- 2024: June Spencer, britische Schauspielerin

## Feier- und Gedenktage
- Kirchliche Gedenktage
  - Willehad, Glaubensbote bei den Friesen, erster Bischof von Bremen (evangelisch, römisch-katholisch, orthodox)
  - Johann von Staupitz, deutscher Priester (evangelisch: LCMS)
- Namenstage
  - Gottfried, Johannes
- Aktionstage
  - Intersex Day of Remembrance/Intersex Solidarity Day

Weitere Einträge enthält die Liste von Gedenk- und Aktionstagen.